# Maroi Mezien
Maroi Mezien, née le 28 octobre 1988 à Tunis, est une lutteuse tunisienne.

## Carrière
Maroi Mezien est médaillée de bronze dans la catégorie des moins de 48 kg aux championnats d'Afrique 2009 à Casablanca, médaillée d'or dans la même catégorie aux championnats d'Afrique 2010 au Caire puis médaillée de bronze dans cette même catégorie aux championnats d'Afrique 2011 à Dakar et aux championnats d'Afrique 2012 à Marrakech.
Elle dispute les Jeux olympiques d'été de 2012 à Londres, terminant 14e en moins de 48 kg, puis obtient une médaille de bronze en moins de 48 kg aux Jeux méditerranéens de 2013 à Mersin.
Elle est sacrée championne d'Afrique des moins de 48 kg en 2013 à N'Djaména et en 2014 à Tunis, vice-championne d'Afrique des moins de 48 kg en 2015 à Alexandrie, médaillée de bronze des moins de 53 kg aux Jeux africains de 2015 à Brazzaville et aux championnats d'Afrique 2016 à Alexandrie, championne d'Afrique des moins de 53 kg en 2017 à Marrakech et médaillée d'argent dans la catégorie des moins de 53 kg aux championnats d'Afrique 2018 à Port Harcourt.